# Bukit Batrem
Bukit Batrem is een bestuurslaag in het regentschap Dumai van de provincie Riau, Indonesië. Bukit Batrem telt 8528 inwoners (volkstelling 2010).